# جوزيف إس. نيلسون
جوزيف إس. نيلسون (بالإنجليزية: Joseph S. Nelson)‏ هو عالم حيوانات وأحيائي كندي وأمريكي، ولد في 12 أبريل 1937 في سان فرانسيسكو في الولايات المتحدة، وتوفي في 9 أغسطس 2011 في ألبرتا في كندا.